# شوهی تویوشیما
شوهی تویوشیما (انگلیسی: Shohei Toyoshima؛ زادهٔ ۹ ژانویهٔ ۱۹۸۹) بازیکن راگبی ۷ نفره اهل ژاپن است.